# 范白虎
范 白虎（はん はくこ、ファム・バック・ホー、ベトナム語：Phạm Bạch Hổ / 范白虎、開平4年1月10日（910年2月22日） - 太平3年11月16日（972年12月24日））は、ベトナム十二使君の一人。范防遏（ベトナム語：Phạm Phòng Át / 范防遏）とも称された。

## 生涯
藤州（現在のフンイエン省キムドン県）を拠点とした。はじめ楊廷芸に仕え、楊廷芸が矯公羨に殺されると呉権の支配下に入った。乾和8年（950年）に呉昌文が楊三哥に対して兵を挙げると、派兵して呉昌文を助けた。
呉昌文が戦死して呉朝が衰退すると自立するが、丁部領に敗れて降伏し、その将軍となった。